# Historia Compostelana
Il De rebus gestis D. Didaci Gelmirez, primi Compostellani Archiepiscopi, Historia Compostellana o, più brevemente, Historia Compostellana è un'opera in lingua latina scritta a partire dal 1109 all'interno del "circolo" del primo vescovo e successivamente, a partire dall'anno 1120, dall'arcivescovo di Santiago di Compostela, Diego Xelmírez (1120–1140), una delle figure più eminenti del medioevo galiziano.

## Descrizione
"Gli aragonesi consegnano il castello alla regina. Ah!, canta la grande gloria militare che ottennero i galiziani quel giorno dove i combattenti aragonesi si ritirarono prima di loro! Ma molto più grande e più felice fu quando le valorose forze di Galizia protessero Castiglia e i loro cavalieri dall'attacco dei nemici, costringendo a consegnare il castello degli aragonesi. ah vergogna!, i castigliani hanno bisogno di altre forze e sono protetti dalla sola audacia dei galiziani! Che ne sarà di questi cavalieri codardi allorché se ne andrà l'esercito galiziano, loro scudo e protezione?""
La finalità dell'opera è quella di registrare le opere utili realizzate da Xelmírez, atte ad ingrandire la sede apostolica e fornire una prospettiva dalla Galizia dei successi che si ottennero ai suoi tempi, costituendo in questo modo una fonte storiografica di gran valore dato che vi si trovano inclusi documenti storici
La Historia Compostellana abbraccia un periodo che va dal 1100 al 1139 e si articola in tre libri. Il primo redattore fu Nuno Afonso, canonico della cattedrale di Santiago di Compostela, che iniziò il lavoro dopo la morte del re Alfonso VI (1109), ancorché annoverasse vari collaboratori, principalmente Hugo (canonico compostelano, vescovo di Porto, di origine francese) e Xiraldo de Beauvais, amici personali di Xelmírez. Xiraldo scrisse la maggior parte della historia, continuando il lavoro a partire dal 1120. Altri collaboratori furono Pedro Anaia e possibilmente, Rainerio il magister.